# نادي كنابس سبور
كنابس سبور هو نادي كرة قدم من مدغشقر.

## الإنجازات
- دوري أبطال مدغشقر : 3

2010, 2013, 2014
- كأس مدغشقر : 1

2011.
- كأس سوبر مدغشقر : 1

2010.

## المشاركات في دوري أبطال أفريقيا
- دوري أبطال أفريقيا: مشاركتان

2011 - الدور التمهيدي
2014 - الدور التمهيدي

## روابط خارجية
- الموقع الرسمي